# Wilhelmina Lagerholm
Wilhelmina Catharina Lagerholm (1826–1917) fou una pintora sueca i una de les primeres fotògrafes professionals del país. Després d'estudiar i practicar pintura, es va dedicar principalment a la fotografia el 1862, obrint un estudi a Örebro, al centre de Suècia.

## Biografia
Nascuda el 25 de març de 1826 a Örebro, Lagerholm era filla de l'agrimensor Nils Fredrik Wilhelm Lagerholm i la seva dona Anna Elisabeth Ekman. Va estudiar art a Estocolm, París i Düsseldorf, i esdevingué una experta retratista. De 1862 a 1871, va treballar com a fotògrafa a Örebro, però després es va traslladar a Estocolm, on es va convertir en retratista i pintora de gènere. L'any 1871 va ingressar com a membre de la Reial Acadèmia de les Arts de Suècia.
Lagerholm va morir a Estocolm el 19 de juny de 1917. És recordada com una de les primeres fotògrafes professionals de Suècia, juntament amb Emma Schenson, a Uppsala, Hilda Sjölin, a Malmö i Rosalie Sjöman, a Estocolm.

## Galeria d'imatges

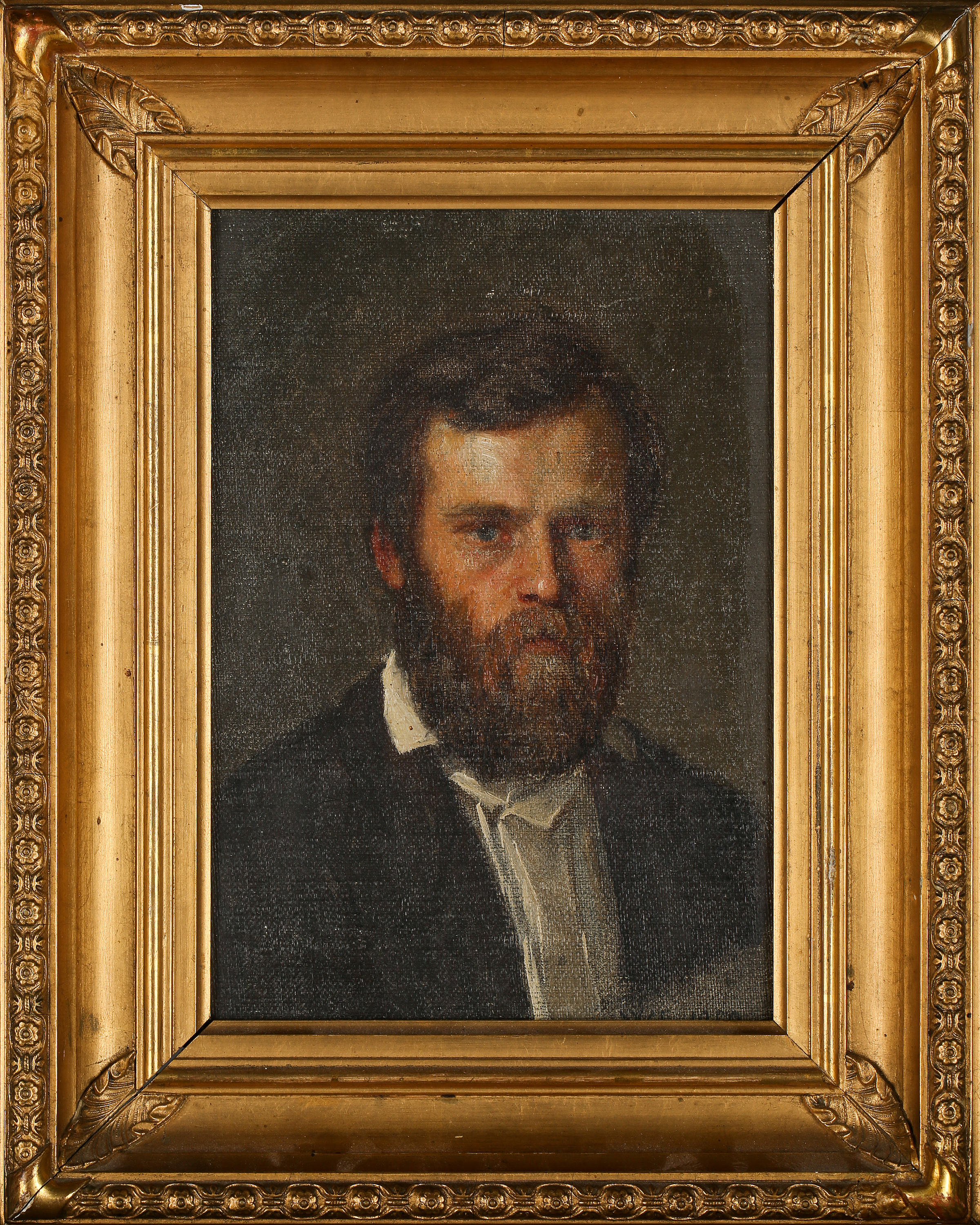
Retrat, oli sobre tela, signat i datat el 1859
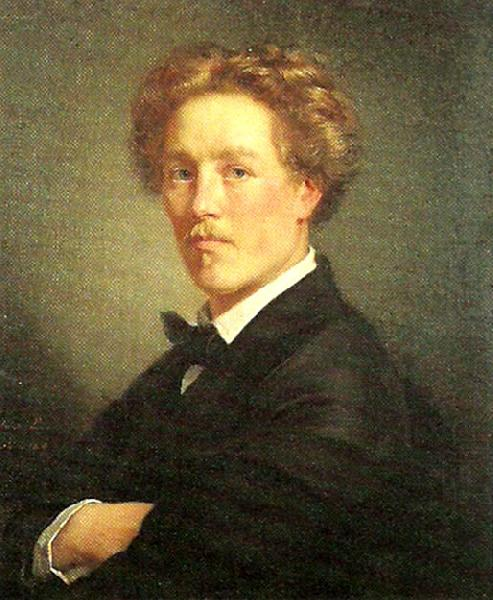
Retrat a l'oli del professor August Malmstrom realitzat per Lagerholm
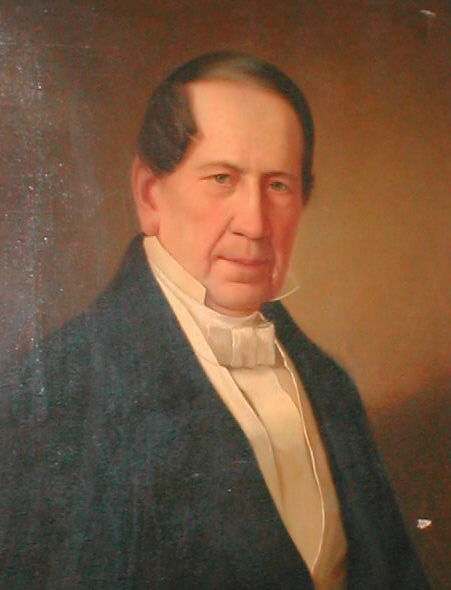
Lars Montén (1785-1872), majorista i fabricant de veles. El retrat, la pintura a l'oli, es va realitzar abans de 1872
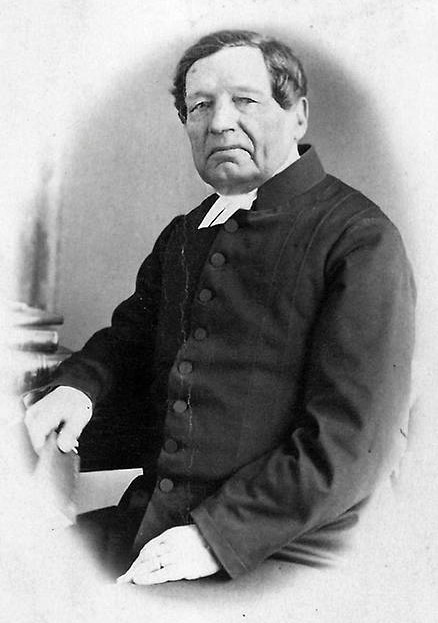
Wilhelm Gumælius (1789-1877), sacerdot. Fotografiat a Örebro abans de 1877